# Solenophora glomerata
Solenophora glomerata är en tvåhjärtbladig växtart som beskrevs av Weigend och Harald Förther. Solenophora glomerata ingår i släktet Solenophora och familjen Gesneriaceae. Inga underarter finns listade i Catalogue of Life.